# Gostiražni
Gostiražni (makedonska: Гостиражни) är en ort i Nordmakedonien. Den ligger i kommunen Dolneni, i den centrala delen av landet, 50 kilometer söder om huvudstaden Skopje. Gostiražni ligger 714 meter över havet och antalet invånare är 208.